# Willi Schlamm
William S. (Willi) Schlamm (10. června 1904 Přemyšl – 1. září 1978 Salcburk) byl rakousko-americký novinář a publicista.

## Život
Willi Schlamm se narodil do rodiny majetného židovského obchodníka v Přemyšlu, který byl tehdy součástí Rakousko-Uherska. Jeho sestrou byla pozdější izraelská spisovatelka Rusia Lampel. Už za svých gymnaziálních studií se zapojil do mládežnické komunistické organizace Komunistické strany Rakouska. Po dokončení střední školy se jako student státovědy stal redaktorem vídeňských komunistických novin Die Rote Fahne.

### Exil v Praze
V roce 1933 se stal Schlamm redaktorem německého politického časopisu Die Weltbühne, který byl od roku 1934 vydávaný v Praze pod jménem Neue Weltbühne. Z redakce tohoto časopisu ho ale vyštval Hermann Budzilawski. Během svého pražského exilu navázal Schlamm blízký vztah s Milenou Jesenskou. Byla to právě Jesenská, která pomohla v roce 1938 opustit Československo a emigrovat do USA. Známým se stal jeho nekrolog k úmrtí Karla Čapka, který vyšel v lednu 1939 v časopise Přítomnost a píše zde, že „Karel Čapek zemřel, protože jeho srdce neuneslo temnoty roku 1938. Zemřel nešťastnou láskou ke své vlasti, k myšlenkovému světu svého učitele Masaryka, k ideji humanistické Evropy.“

### Exil v USA a návrat do Rakouska
Za války přispíval Schlamm do amerických časopisů Time a Life. V té době se také začal postupně vzdalovat svým původně zastávaným levicovým názorům a stal se konzervativcem. William Schlamm také přesvědčil Williama F. Buckleyho k založení konzervativního časopisu National Review, kde se stal hlavním redaktorem, nicméně později jej Buckley z redakce vyhodil.
Poté se stal redaktorem časopisu American Opinion, vydávaného organizací John Birch Society. V roce 1972 se vrátil do Rakouska, kde vydával časopis Zeitbühne. Zemřel v roce 1978 v Salcburku.